# 丘赫洛馬
58°45′N 42°41′E / 58.750°N 42.683°E
丘赫洛馬（俄语：Чу́хлома）是俄羅斯科斯特羅馬州西部的一個城市，位於丘赫洛馬湖畔，距科斯特羅馬東北170公里、加利奇以北50公里。2002年人口5,464人。
1381年首見於文獻，1778年設市。